# Шейх-эль-Хадид
Шейх-эль-Хадид (араб. شيخ الحديد‎) — город на северо-западе Сирии, расположенная на территории мухафазы Алеппо. Входит в состав района Африн. Является административным центром одноимённой нахии.

## Географическое положение
Город находится в северо-западной части мухафазы, вблизи границы с Турцией, на высоте 222 метров над уровнем моря.

Шейх-эль-Хадид расположен на расстоянии приблизительно 55 километров к северо-западу от Халеба, административного центра провинции и на расстоянии 328 километров к северо-северо-востоку (NNE) от Дамаска, столицы страны.

## Население
По данным официальной переписи 2004 года численность населения Шейх-эль-Хадида составляла 5063 человек.